# Exodrymadusa
Exodrymadusa is een geslacht van rechtvleugeligen uit de familie sabelsprinkhanen (Tettigoniidae). De wetenschappelijke naam van dit geslacht is voor het eerst geldig gepubliceerd in 1961 door Karabag.

## Soorten
Het geslacht Exodrymadusa  is monotypisch en omvat slechts de volgende soort:
- Exodrymadusa inornata (Uvarov, 1936)